# Pteroplatus anchora
Pteroplatus anchora är en skalbaggsart som beskrevs av Belon 1903. Pteroplatus anchora ingår i släktet Pteroplatus och familjen långhorningar. Inga underarter finns listade i Catalogue of Life.